# Bourran
Bourran ist eine französische Gemeinde mit 612 Einwohnern (Stand 1. Januar 2022) im Département Lot-et-Garonne in der Region Nouvelle-Aquitaine (vor 2016 Aquitaine). Die Gemeinde gehört zum Arrondissement Agen und zum Kanton Le Confluent. 

## Geografie
Bourran liegt etwa 19 Kilometer westnordwestlich von Agen am Lot, der die Gemeinde im Nordwesten begrenzt. Umgeben wird Bourran von den Nachbargemeinden Clairac im Norden und Westen, Lafitte-sur-Lot im Norden und Nordosten, Lacépède im Osten, Saint-Salvy im Südosten, Galapian im Süden, Aiguillon im Westen und Südwesten sowie Nicole im Westen.

## Bevölkerungsentwicklung
| 1962                       | 1968 | 1975 | 1982 | 1990 | 1999 | 2006 | 2018 |
| -------------------------- | ---- | ---- | ---- | ---- | ---- | ---- | ---- |
| 677                        | 661  | 605  | 608  | 613  | 578  | 609  | 614  |
| Quellen: Cassini und INSEE |      |      |      |      |      |      |      |

## Sehenswürdigkeiten
- protestantische Kirche
- Kirche Saint-Pierre in Colleignes
- Schloss La Tour de Rance, seit 1993 Monument historique

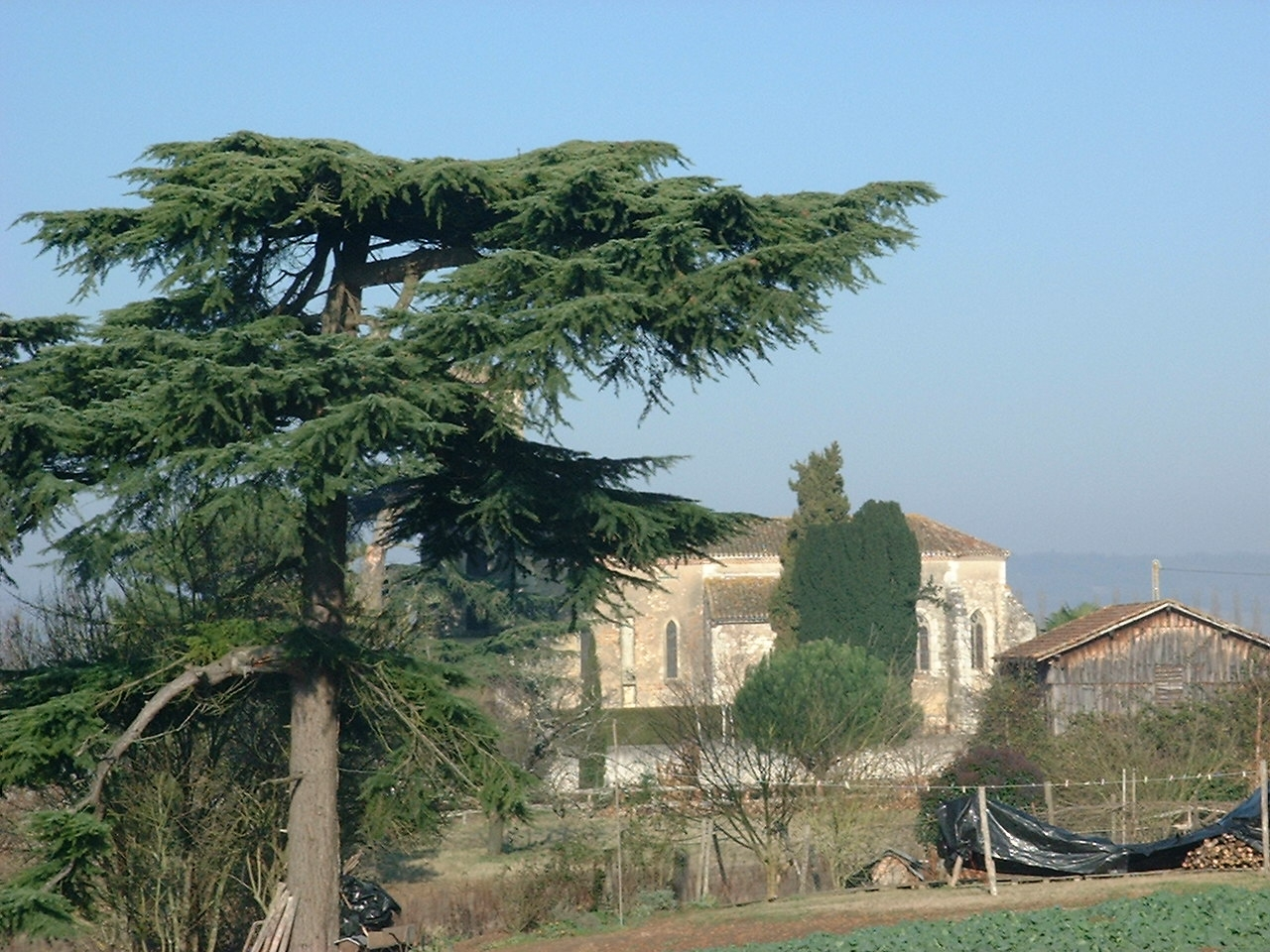
Kirche Saint-Pierre